# Aire d'attraction de Romorantin-Lanthenay
L'aire d'attraction de Romorantin-Lanthenay est un zonage d'étude défini par l'Insee pour caractériser l’influence de la commune de Romorantin-Lanthenay sur les communes environnantes. Publiée en octobre 2020, elle se substitue à l'aire urbaine de Romorantin-Lanthenay, qui comportait 11 communes dans le dernier zonage qui remontait à 2010.

## Définition
L'aire d'attraction d'une ville est composée d’un pôle, défini à partir de critères de population et d’emploi ainsi que d’une couronne constituée des communes dont au moins 15 % des actifs travaillent dans le pôle. Le pôle d’attraction constitue ainsi un point de convergence des déplacements domicile-travail,.

## Type et composition
L’aire d'attraction de Romorantin-Lanthenay est une aire inter-départementale qui comporte 29 communes : 22 situées en Loir-et-Cher et 7 dans l'Indre. 
Elle est catégorisée dans les aires de moins de 50 000 habitants, une catégorie qui regroupe 12,2 % au niveau national.

### Carte

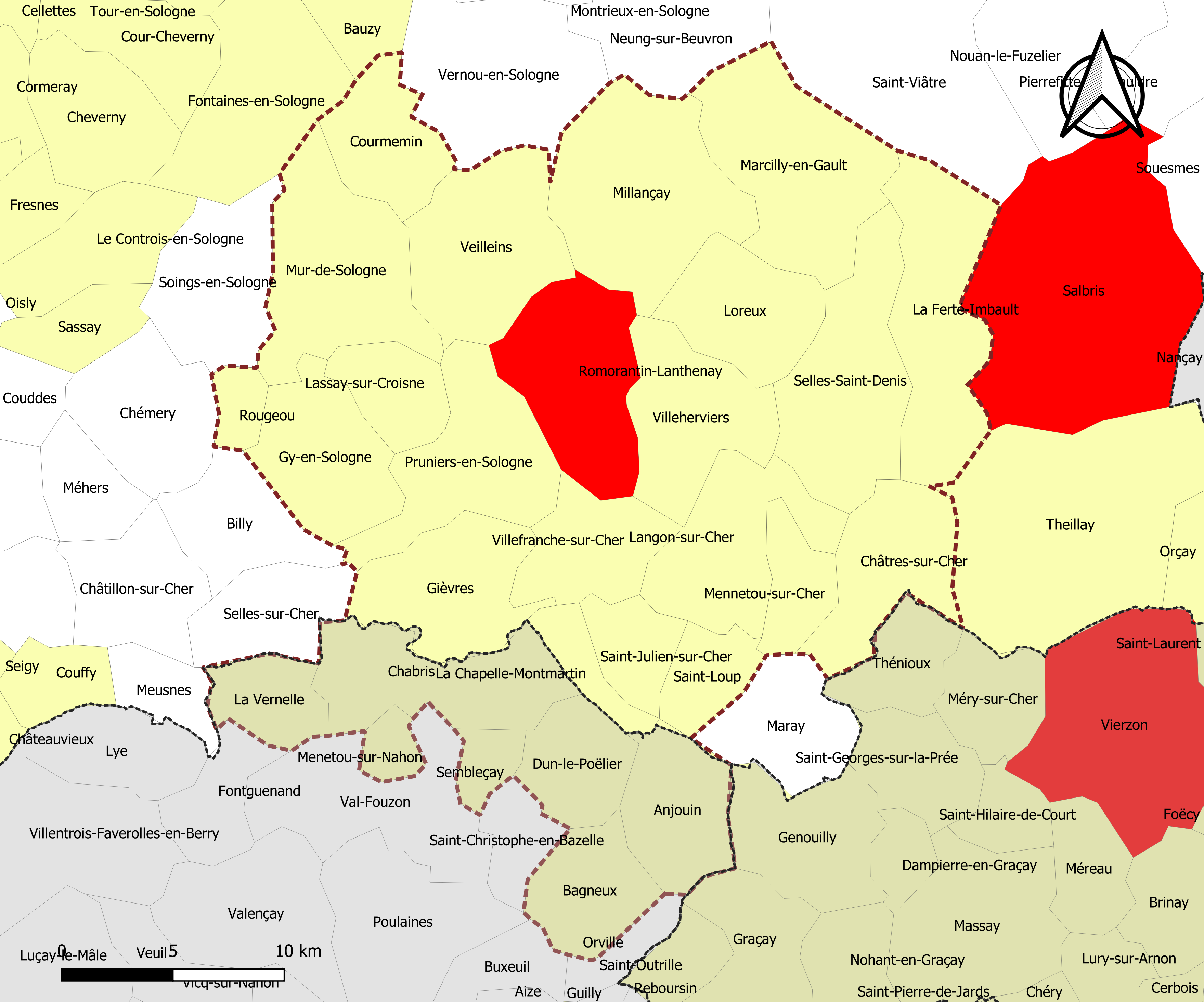
Carte de l'aire d'attraction de Romorantin-Lanthenay.
Commune-centre
Commune de la couronne

### Composition communale
| Nom                                   | Code Insee | Département  | Statut                 | Superficie (km2) | Population (dernière pop. légale) | Densité (hab./km2) | Modifier                                    |
| ------------------------------------- | ---------- | ------------ | ---------------------- | ---------------- | --------------------------------- | ------------------ | ------------------------------------------- |
| Romorantin-Lanthenay (commune-centre) | 41194      | Loir-et-Cher | commune-centre         | 45,31            | 18 377 (2022)                     | 406                | modifier les données · modifier les données |
| Anjouin                               | 36004      | Indre        | commune de la couronne | 28,91            | 315 (2022)                        | 11                 | modifier les données · modifier les données |
| Bagneux                               | 36011      | Indre        | commune de la couronne | 25,30            | 173 (2022)                        | 6,8                | modifier les données · modifier les données |
| Chabris                               | 36034      | Indre        | commune de la couronne | 41,22            | 2 762 (2022)                      | 67                 | modifier les données · modifier les données |
| Dun-le-Poëlier                        | 36068      | Indre        | commune de la couronne | 22,56            | 437 (2022)                        | 19                 | modifier les données · modifier les données |
| Menetou-sur-Nahon                     | 36115      | Indre        | commune de la couronne | 6,98             | 143 (2022)                        | 20                 | modifier les données · modifier les données |
| Sembleçay                             | 36217      | Indre        | commune de la couronne | 8,08             | 101 (2022)                        | 13                 | modifier les données · modifier les données |
| La Vernelle                           | 36233      | Indre        | commune de la couronne | 17,08            | 799 (2022)                        | 47                 | modifier les données · modifier les données |
| La Chapelle-Montmartin                | 41038      | Loir-et-Cher | commune de la couronne | 10,72            | 409 (2022)                        | 38                 | modifier les données · modifier les données |
| Châtres-sur-Cher                      | 41044      | Loir-et-Cher | commune de la couronne | 35,33            | 1 134 (2022)                      | 32                 | modifier les données · modifier les données |
| Courmemin                             | 41068      | Loir-et-Cher | commune de la couronne | 24,17            | 498 (2022)                        | 21                 | modifier les données · modifier les données |
| La Ferté-Imbault                      | 41084      | Loir-et-Cher | commune de la couronne | 50,02            | 951 (2022)                        | 19                 | modifier les données · modifier les données |
| Gièvres                               | 41097      | Loir-et-Cher | commune de la couronne | 38,05            | 2 290 (2022)                      | 60                 | modifier les données · modifier les données |
| Gy-en-Sologne                         | 41099      | Loir-et-Cher | commune de la couronne | 35,92            | 496 (2022)                        | 14                 | modifier les données · modifier les données |
| Langon-sur-Cher                       | 41110      | Loir-et-Cher | commune de la couronne | 38,82            | 826 (2022)                        | 21                 | modifier les données · modifier les données |
| Lassay-sur-Croisne                    | 41112      | Loir-et-Cher | commune de la couronne | 16,92            | 243 (2022)                        | 14                 | modifier les données · modifier les données |
| Loreux                                | 41118      | Loir-et-Cher | commune de la couronne | 29,95            | 224 (2022)                        | 7,5                | modifier les données · modifier les données |
| Marcilly-en-Gault                     | 41125      | Loir-et-Cher | commune de la couronne | 50,31            | 742 (2022)                        | 15                 | modifier les données · modifier les données |
| Mennetou-sur-Cher                     | 41135      | Loir-et-Cher | commune de la couronne | 16,26            | 846 (2022)                        | 52                 | modifier les données · modifier les données |
| Millançay                             | 41140      | Loir-et-Cher | commune de la couronne | 57,94            | 722 (2022)                        | 12                 | modifier les données · modifier les données |
| Mur-de-Sologne                        | 41157      | Loir-et-Cher | commune de la couronne | 50,50            | 1 518 (2022)                      | 30                 | modifier les données · modifier les données |
| Pruniers-en-Sologne                   | 41185      | Loir-et-Cher | commune de la couronne | 43,84            | 2 281 (2022)                      | 52                 | modifier les données · modifier les données |
| Rougeou                               | 41195      | Loir-et-Cher | commune de la couronne | 7,89             | 151 (2022)                        | 19                 | modifier les données · modifier les données |
| Saint-Julien-sur-Cher                 | 41218      | Loir-et-Cher | commune de la couronne | 15,99            | 756 (2022)                        | 47                 | modifier les données · modifier les données |
| Saint-Loup                            | 41222      | Loir-et-Cher | commune de la couronne | 14,70            | 365 (2022)                        | 25                 | modifier les données · modifier les données |
| Selles-Saint-Denis                    | 41241      | Loir-et-Cher | commune de la couronne | 50,98            | 1 340 (2022)                      | 26                 | modifier les données · modifier les données |
| Veilleins                             | 41268      | Loir-et-Cher | commune de la couronne | 43,26            | 148 (2022)                        | 3,4                | modifier les données · modifier les données |
| Villefranche-sur-Cher                 | 41280      | Loir-et-Cher | commune de la couronne | 27,23            | 2 657 (2022)                      | 98                 | modifier les données · modifier les données |
| Villeherviers                         | 41282      | Loir-et-Cher | commune de la couronne | 38,90            | 412 (2022)                        | 11                 | modifier les données · modifier les données |